# Duomo di Sarno
La chiesa di San Michele Arcangelo è il duomo della città di Sarno e la concattedrale della diocesi di Nocera Inferiore-Sarno.

## Storia
La sede vescovile di Sarno risale al 1066 e l'antica cattedrale, di stile romanico, edificata in località Episcopio, rimase in vigore fino alla sua completa ricostruzione dalle fondamenta nel Seicento, ad opera del vescovo locale Stefano Sole di Castelblanco. Inaugurata nel 1627 essa subì ingenti danni a causa dell'eruzione del Vesuvio nel 1631: da allora numerosi furono i restauri cui fu sottoposta. Si devono in particolare menzionare gli interventi del vescovo Nicola Antonio de Tura che, a metà del Seicento circa, completò gli arredi interni arricchendo la chiesa con le decorazioni del cassettonato e del presbiterio. Dell'antico edificio romanico, a tre navate, rimane solo il campanile, a destra della facciata.

## Descrizione

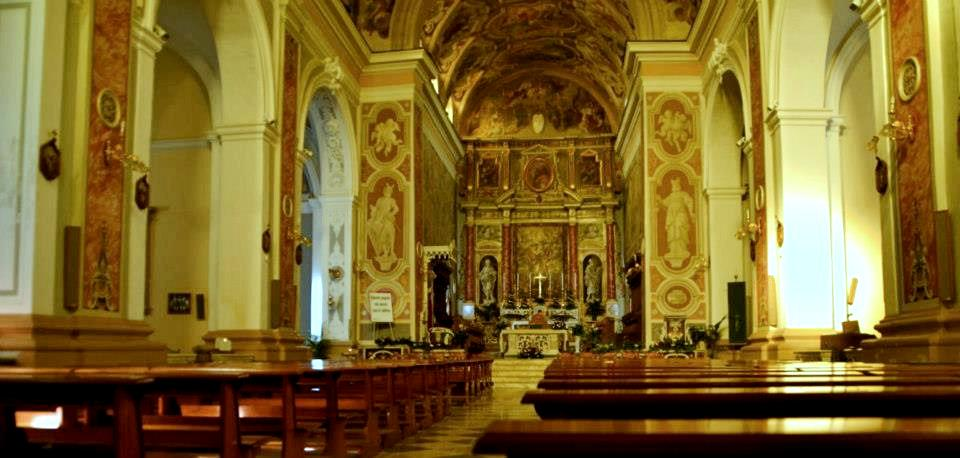
Interno

La facciata, in pietra di tufo, è in stile tardo rinascimentale. Nel timpano in cima alla facciata è posta la statua di san Michele arcangelo con la spada sguainata, mentre in due nicchie ai lati del portale sono i busti dei santi apostoli Pietro e Paolo.
L'interno della chiesa è ad un'unica navata con otto cappelle laterali. Sul lato destro si trovano le cappelle dedicate a Maria regina dei santi, all'Addolorata, al Sacro Cuore di Gesù e a san Giovanni Battista, ove si trova il battistero e l'accesso alla sacrestia. Sul lato sinistro vi sono le cappelle dedicate alla Madonna del Carmelo, al Rosario, a san Michele arcangelo e al Santissimo Sacramento, dove è una tela barocca di Angelo Solimena raffigurante l’Ultima cena. In queste cappelle sono distribuite diverse opere settecentesche.
Una delle opere d'arte più importanti e significative della chiesa è il soffitto a cassettoni, del Seicento, di Angelo e Francesco Solimena e collaboratori, in cui sono inserite 21 tele raffiguranti episodi di apparizioni di san Michele e di altri angeli tratti dall'antico testamento, dal nuovo Testamento e dalla tradizione cristiana.
L'altra opera di maggior pregio della cattedrale è la cona che domina il presbiterio, opera di Angelo Solimena; al centro è la tela che raffigura l’Arcangelo Michele che sconfigge Lucifero e ai suoi lati le raffigurazioni dei santi apostoli Pietro e Paolo.
Dal punto di vista artistico è pure importante la sacrestia con volta affrescata del XVIII secolo.